# Блэшилл, Джефф
Джефф Блэ́шилл (англ. Jeff Blashill; род. 10 декабря 1973, Детройт) — американский профессиональный хоккейный тренер. Главный тренер сборной США на чемпионатах мира 2017, 2018 и 2019 годов.

## Биография
Джефф родился в Детройте, штат Мичиган, вырос в Су-Сент-Мари. В 1994—1998 годах играл на позиции вратаря за команду Университета Ферриса Ferris State Bulldogs. В 1994 году получил награду «Новичок года».
После завершения игровой карьеры Блэшилл присоединился к Ferris State Bulldogs в качестве ассистента тренера в 1999 году. Он оставался там в течение трех сезонов, прежде чем присоединиться к Университету Майами, где Блэшелл стал одним из тренеров местного Miami RedHawks.
Первый опыт самостоятельной работы главным тренером случился у Джеффа Блэшилла в команде «Индиана Айс». С 2015 года тренирует «Детройт Ред Уингз», где ранее уже работал ассистентом. Он сменил на этом посту Майка Бэбкока.
Блэшилл четыре раза участвовал в международных соревнованиях в тренерском штабе сборной США. В 2006 году на мемориальном турнире Ивана Глинки, на мировом юниорском челлендже 2009 года, чемпионате мира среди юниоров 2009 года. В 2017 году был назначен главным тренером американском сборной для участия в чемпионате мира в Германии и Франции.

## Достижения
Индиана Айс
- Победитель Хоккейной лиги США (1): 2008 / 09[7]

Гранд-Рапидс Гриффинс
- Кубок Колдера (1): 2012 / 13[8][9]

## Личная жизнь
Блэшилл и его жена Эрика живут в Восточном Гранд-Рапиде с тремя детьми — Тедди, Джози и Оуэном.